# Pin Ups
Pin Ups (также упоминается как Pinups и Pin-Ups) — седьмой студийный альбом британского музыканта Дэвида Боуи, выпущенный 19 октября 1973 года на лейбле RCA Records и состоящий из кавер-версий его любимых песен групп 1960-х годов, включая Pretty Things, The Who, The Yardbirds и Pink Floyd. Это последний студийный альбом, записанный с основной частью коллектива The Spiders from Mars, который выступал с ним на протяжении всей эры Зигги Стардаста; ударника Мика Вудманси заменил Эйнсли Данбар.

## Об альбоме
К 1973 году Дэвид Боуи достиг вершины своего коммерческого успеха. К концу июля пять из его шести альбомов входили в топ-40, а три — в топ-15. Последний альбом Боуи, Aladdin Sane, вышел в апреле, но лейбл RCA Records требовал выпустить новый альбом уже к Рождеству. Только что завершив тур Ziggy Stardust, Боуи был измотан обширным гастрольным графиком. Его менеджер в то время, Тони Дефрис, вел переговоры о более высоких гонорарах с музыкальным издателем Боуи и настоятельно рекомендовал ему не записывать никаких новых композиций до завершения переговоров. Так появилась идея записи кавер-версий в качестве «временного» альбома.
Альбом дебютировал в британском чарте 3 ноября 1973 года (по совпадению, в тот же день был выпущен ещё один альбом кавер-версий — These Foolish Things Брайана Ферри). Запись достигла первого места и продержалась в хит-параде 21 неделю. 30 апреля 1983 года альбом вернулся в чарты и пробыл там 15 недель, добравшись до 57-й строчки. В июле 1990 года диск снова попал в британский хит-парад на одну неделю, достигнув 52-го места.
В ходе студийных сессий также была записана версия песни «White Light/White Heat» группы Velvet Underground, но она так и не была выпущена. Впоследствии Боуи решил отдать запись Мику Ронсону, и она вышла на его пластинке Play Don’t Worry (1975).
Вместе с Боуи на обложке снялась Твигги — супермодель шестидесятых. Фотография была сделана в середине сессии звукозаписи в парижской студии Шато́ д’Эруви́ль тогдашним менеджером и партнером Твигги Жюстеном де Вильнёвом. Первоначально съёмка велась для журнала Vogue, но фотографию отклонили, поскольку журнал не хотел, чтобы на его обложке появился мужчина, поэтому Боуи решил использовать ее в качестве обложки своего альбома; де Вильнев позже вспоминал, что Vogue был взбешён таким решением.
Название альбома можно перевести как «Фотографии красоток на стене» — жаргонное «Pin Ups».
Дэвид Боуи также рассматривал возможность сделать продолжение Pin Ups — он составил список песен, которые он хотел бы услышать в альбоме, некоторые из которых появились в его более поздних релизах Heathen (2002) и Reality (2003).

## Список композиций
| №  | Название               | Автор(ы)                                                            | Оригинальный исполнитель | Длительность |
| -- | ---------------------- | ------------------------------------------------------------------- | ------------------------ | ------------ |
| 1. | «Rosalyn»              | Джимми Дункан, Билл Фэрли                                           | The Pretty Things        | 2:20         |
| 2. | «Here Comes the Night» | Берт Бернс                                                          | Them*                    | 3:08         |
| 3. | «I Wish You Would»     | Билли Бой Арнольд                                                   | The Yardbirds*           | 2:47         |
| 4. | «See Emily Play»       | Сид Барретт                                                         | Pink Floyd               | 4:10         |
| 5. | «Everything’s Alright» | Ники Крауч, Джон Конрад, Саймон Стейвли, Стюарт Джеймс, Кит Карлсон | The Mojos                | 2:27         |
| 6. | «I Can’t Explain»      | Пит Таунсенд                                                        | The Who                  | 2:10         |

| №                   | Название                             | Автор(ы)                                        | Оригинальный исполнитель    | Длительность |
| ------------------- | ------------------------------------ | ----------------------------------------------- | --------------------------- | ------------ |
| 1.                  | «Friday on My Mind»                  | Джордж Янг, Гарри Ванда                         | The Easybeats               | 2:56         |
| 2.                  | «Sorrow»                             | Боб Фельдман, Джерри Голдштейн, Ричард Готтерер | The McCoys/The Merseybeats* | 2:53         |
| 3.                  | «Don’t Bring Me Down»                | Джонни Ди                                       | The Pretty Things           | 2:06         |
| 4.                  | «Shapes of Things»                   | Пол Сэмвелл-Смит, Джим Маккарти, Кит Релф       | The Yardbirds               | 2:52         |
| 5.                  | «Anyway, Anyhow, Anywhere»           | Пит Таунсенд, Роджер Долтри                     | The Who                     | 3:05         |
| 6.                  | «Where Have All the Good Times Gone» | Рей Дэвис                                       | The Kinks                   | 2:46         |
| Общая длительность: | Общая длительность:                  | Общая длительность:                             | Общая длительность:         | 33:40        |

- Знаком * выделены исполнители популяризовавшие песню, а не оригинальные

| №                   | Название                                                                   | Автор(ы)                                   | Оригинальный исполнитель | Длительность |
| ------------------- | -------------------------------------------------------------------------- | ------------------------------------------ | ------------------------ | ------------ |
| 1.                  | «Growin’ Up» (ранее не издавался; из ранних сессий к альбому Diamond Dogs) | Брюс Спрингстин                            | Брюс Спрингстин          | 3:26         |
| 2.                  | «Port of Amsterdam» (ранее не издавался)                                   | Жак Брель, Морт Шуман (английский перевод) | Жак Брель                | 3:19         |
| Общая длительность: | Общая длительность:                                                        | Общая длительность:                        | Общая длительность:      | 40:10        |

## Издание на компакт-диске
Pin Ups был впервые выпущен на компакт-диске лейблом RCA Records и с тех пор переиздавался дважды, первый раз в 1990 году на сборники Rykodisc/EMI, с двумя бонус-треками, а затем в 1999 году на сборнике EMI/Virgin Records (без бонус-треков).

## Участники записи

### Музыканты
- Дэвид Боуи: вокал, гитара, тенор и альт саксофон, губная гармоника, бэк-вокал, синтезатор, аранжировки[30].
- Тревор Болдер: бас
- Эйнсли Данбар: ударные

### Дополнительные музыканты
- Майк Гарсон: фортепиано, орган, клавесин, электронное пианино
- Кен Фордхэм: баритон-саксофон
- Уоррен Пис (G.A. MacCormack): бэк-вокал
- Рон Вуд: гитара на «Growin’ Up»

### Продюсеры
- Дэвид Боуи: продюсер
- Кен Скотт: продюсер
- Dr. Toby Mountain: звукоинженер (1990)
- Jonathan Wyner: звукоинженер (1990)
- Peter Mew: звукоинженер (1999)
- Nigel Reeve: звукоинженер (1999)

## Позиции в хит-парадах
Еженедельные чарты:
| Год       | Хит-парад                           | Высшая позиция | Пребывание в чарте |
| --------- | ----------------------------------- | -------------- | ------------------ |
| 1973—1974 | Австралия (Kent Music Report)       | 4              | нет данных         |
| 1973—1974 | Великобритания (UK Albums Chart)    | 1              | 39 недель          |
| 1973—1974 | Италия (Musica e dischi)            | 7              | 18 недель          |
| 1973—1974 | Канада (RPM Albums Chart)           | 17             | 13 недель          |
| 1973—1974 | Нидерланды (Hilversum 3 LP Top 10)  | 6              | 4 недели           |
| 1973—1974 | Норвегия (VG-lista)                 | 8              | 7 недель           |
| 1973—1974 | США (Billboard Top LPs & Tape)      | 23             | 21 неделя          |
| 1973—1974 | Финляндия (Suomen virallinen lista) | 4              | 21 неделя          |
| 1973—1974 | Франция (IFOP)                      | 6              | 26 недель          |
| 1973—1974 | Югославия (Radio TV Revue & Studio) | 8              | нет данных         |
|           |                                     |                |                    |
| 1990      | Великобритания (UK Albums Chart)    | 52             | 1 неделя           |
|           |                                     |                |                    |
| 2016      | Франция (SNEP)                      | 191            | 1 неделя           |

| Год  | Хит-парад                     | Позиция |
| ---- | ----------------------------- | ------- |
| 1973 | Италия (FIMI)                 | 35      |
| 1973 | Нидерланды (Buma/Stemra)      | 50      |
|      |                               |         |
| 1974 | Австралия (Kent Music Report) | 12      |

| Год  | Сингл    | Хит-парад        | Высшая позиция | Пребывание в чарте |
| ---- | -------- | ---------------- | -------------- | ------------------ |
| 1973 | «Sorrow» | UK Singles Chart | 3              | 15 недель          |

## Сертификаты
| Регион                                                      | Сертификация | Продажи |
| ----------------------------------------------------------- | ------------ | ------- |
| Австралия (ARIA)                                            | Золотой      | 20 000^ |
| Великобритания (BPI)                                        | Золотой      | 147 000 |
| ^ Данные о тиражах приведены только на основе сертификации. |              |         |